# لیندا لارکین
لیندا لارکین (انگلیسی: Linda Larkin؛ زادهٔ ۲۰ مارس ۱۹۷۰) هنرپیشه سینما و تلویزیون اهل ایالات متحده آمریکا است. وی بیشتر برای صداپیشگی شاهدخت جاسمین در انیمیشن بلند دیزنی، علاءالدین (۱۹۹۲)، شناخته شده است.
او در فیلم بهترین چیز بعدی بازی کرده است.